# 赵卓云
赵卓云（1914年2月7日—2002年2月7日），男，直隶（今河北）无极人，中华人民共和国政治人物，曾任广东省政协副主席，广东省人民委员会副省长， 河北省人大常委会副主任，第三届全国人大代表。

## 生平
1932年加入中国共产主义青年团，1933年转为中国共产党党员。1938年赴延安入抗日军政大学学习，任抗大七分校中共总支书记、政治工作训练班主任、政治处副主任。
解放战争时期，任东北民主联军政治部组织科科长、第四野战军政治部组织科科长、第四野战军政治教导团副团长。1949年任第四野战军南下工作团分团长。
中华人民共和国成立后，历任广西省民政厅副厅长、中共广西省委统战部部长、省民委主任，1950年11月至1952年12月任广西省第一届各界人民代表会议协商委员会秘书长，1952年12月至1955年2月任广西省第二届各界人民代表会议协商委员会秘书长，1955年2月至1956年4月任广西省第一届政协副主席。1955年任财贸部政策研究室主任。1961年任中共中央中南局副秘书长兼办公厅主任、机关党委书记。1963年12月任广东省第三届政协副主席，中共广东省委统战部部长。1964年9月至1967年3月任广东省副省长。1965年2月至1967年3月任中共广东省委常委。
1983年4月至1985年6月任河北省第六届人大常委会副主任、党组成员。